# 布魯斯·薛利
布魯斯·坎貝爾·雪萊（英語：Bruce Campbell Shelley，？—）是一名美國遊戲設計師，他與席德·梅爾共同設計了《铁路大亨》和《文明帝國》，以及後來的世紀帝國系列。

## 早年生涯
雪萊早年曾在雪城大學、纽约州立大学环境与森林学院獲得理學學士学位，於弗吉尼亚大学學習经济学。

## 職業生涯
雪萊曾與阿瓦隆山合作開發棋盤遊戲，像是《1830：鐵路和強盜貴族的遊戲》，其靈感來源於弗朗西斯·特雷瑟姆設計的棋盤遊戲《1829》。之後雪萊於1988年加入席德·梅爾的电子游戏公司MicroProse，並成為了梅爾的助理設計師，他們第一次合作製作的遊戲是《铁路大亨》，《鐵路大亨》部分參考於雪萊的作品《1830：鐵路和強盜貴族的遊戲》。隨後，兩人攜手創造了文明系列。
雪萊於MicroProse工作了四年後，於1992年底離開公司。後來他加入了全效工作室。1997年，雪萊領導了世紀帝國系列首款遊戲的的開發，其受到了《文明帝國》的啟發。2011年，由於雪萊曾為席德·梅爾設計過遊戲，於是Zynga聘請了雪萊為他們開發遊戲。現在，雪萊在德克萨斯州達拉斯一家名為BonusXP的遊戲公司工作。
1999年，雪萊被《PC Gamer》評為「25位遊戲之神」之一，2002年被GameSpy評為30名最具影響力的遊戲開發者第8位。
2000年至2006年間，他擔任互动艺术与科学学会董事会成員，並於2009年入選互動藝術與科學學院名人堂。

## 外部連結
- 布魯斯·薛利在MobyGames上的資料